# Palacio de Herodes (Jerusalén)

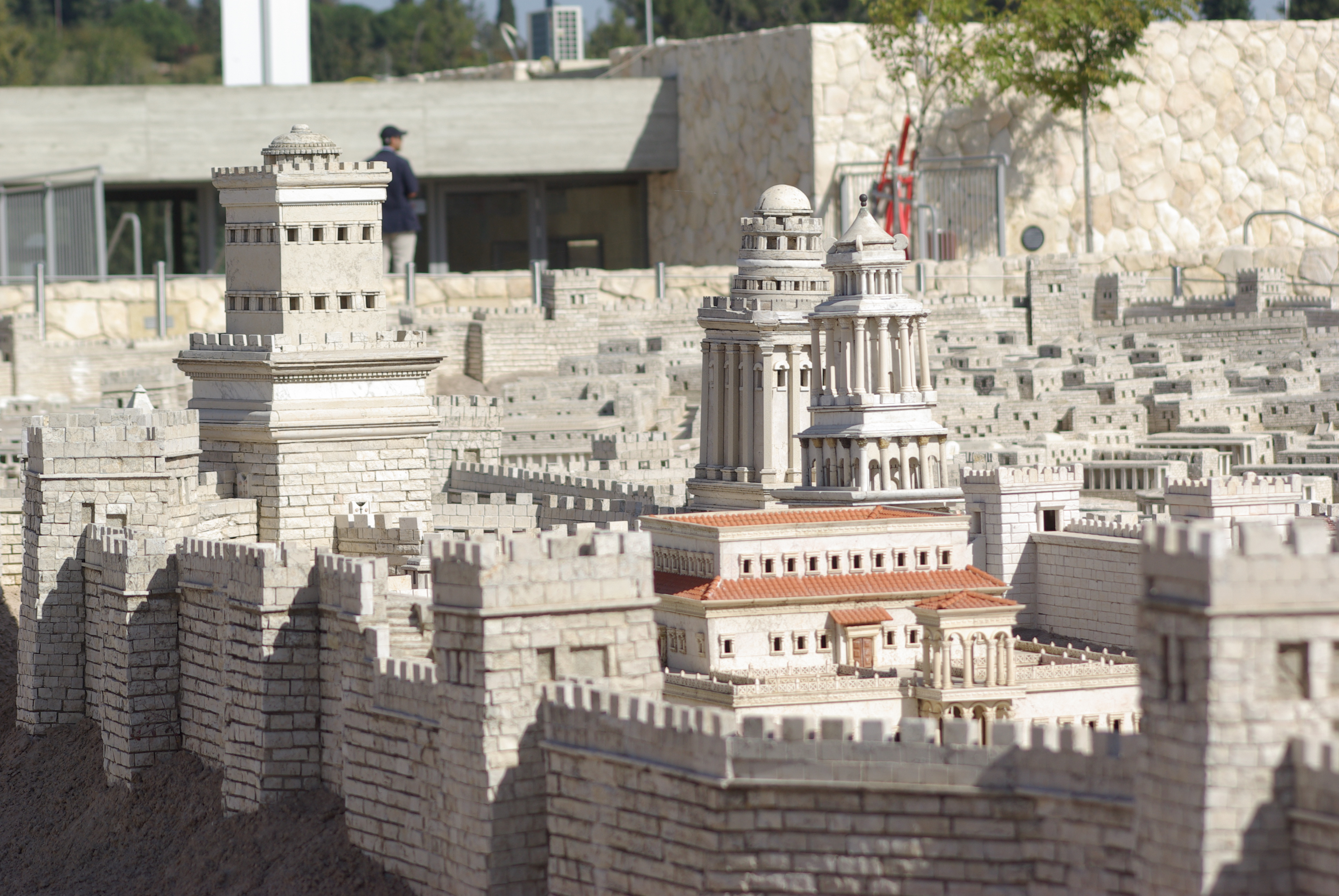
Maqueta del Palacio de Herodes.

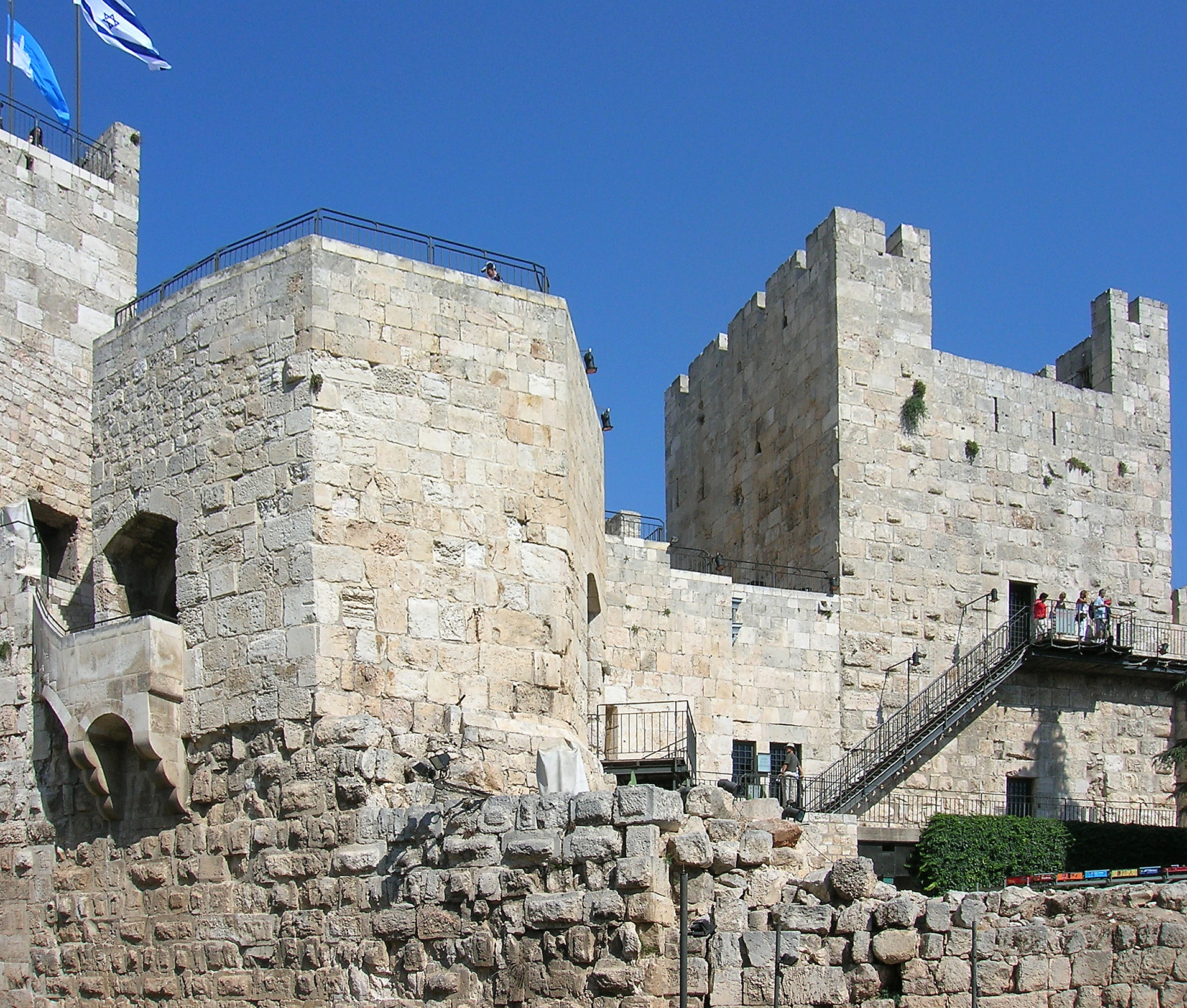
Torre de David.

Palacio de Herodes es el nombre con el que la bibliografía se refiere al palacio-fortaleza y residencia real mandada construir en Jerusalén por Herodes I el Grande, rey de Judea.
El Palacio de Herodes fue el segundo edificio más importante de la ciudad, tras el templo de Jerusalén. Se construyó entre el año 37 y el 4 antes de Cristo sobre edificios anteriores (la Torre de David). El Palacio de Herodes estaba construido sobre una plataforma de 330 metros de largo por unos 130 metros de ancho, hoy en día todavía se pueden visitar en Jerusalén los restos del palacio en la actual ciudadela. Herodes solamente residiría únicamente en las grandes fiestas en el palacio, el vivía en el Herodium o el Maqueronte en Jordania y Masada en el Mar Muerto.  Este palacio fue destruido en el año 66 dC en una sublevación contra los romanos. Flavio Josefo conoció el palacio quien hizo una descripción increíble del mismo, lo describe "El Palacio Real supera toda descripción estaba unido por la zona interior con unas torres que estaban situadas al norte, fortificado totalmente a su alrededor por unos muros de una altura de unos 30 codos en los que se repartían a distancias iguales torres ornamentales, inmensas alas y alojamientos provistos de 100 camas para huéspedes. En estas construcciones había una indescriptible variedad de piedras, pues ahí se encontraban muchos tipos que en otros partes son raras, también eran llamativos sus techos, la magnitud de sus vigas y el esplendor de su ornamentación, así mismo había variedad de estancias de muchas formas todas completamente amueblados y la mayoría de sus enseres eran de oro y plata, numerosos pórticos se sucedían en círculo uno tras otro y los patios estaban totalmente verdes poseía todo tipo de vegetación en medio de los que se habrían paseos rodeados de profundos canales, estanques decorados con estatuas de bronce de las que salía agua. No obstante no es posible describir de un modo digno el Palacio, su recuerdo nos atormenta pues nos trae a la memoria las perdidas ocasionadas por el incendio de los bandidos". En su parte norte se levantaron tres grandes torres (la Torre Phasael, la Torre Hipicus y la Torre Mariamme). Tras la muerte de Herodes el palacio acogió la residencia oficial de los gobernadores romanos (Praetorium).
A poca distancia de la ciudad (unos 12 kilómetros), se levantó el Herodión, cerca de Belén.
Con el nombre de Castillo de Herodes se conoce una de las partes tradicionales de los belenes.